# John Herbert King
Pour Le général de la guerre de Secession, voir John Haskell King.
John Herbert King, alias « MAG », était un fonctionnaire britannique du Foreign Office qui s’occupait du chiffrement des communications. Il fournit les communications du Foreign Office à l'Union soviétique entre 1935 et 1937. Il fut condamné à 10 ans de prison en tant qu'espion en octobre 1939.
King fut recruté par le Foreign Office en tant qu’employé temporaire en 1934 et envoyé à la délégation britannique de la Société des Nations à Genève. Là, ses problèmes financiers le rendirent vulnérable à une approche par Henri Pieck, un citoyen néerlandais qui travaillait pour le renseignement soviétique. Pieck le recruta comme espion, en prétendant que les informations qu’il fournirait seraient utilisées à des fins commerciales par une banque néerlandaise. King retourna à Londres au début de 1935. Pieck continua à être son officier traitant grâce à des visites régulière à Londres jusqu'en 1936, lorsque la responsabilité de King fut confiée à Theodore Maly. King continua à transmettre des copies des messages télégraphiques du Foreign Office à Maly jusqu'à juin 1937, quand ce dernier fut rappelé à Moscou. En septembre 1939, le transfuge soviétique Walter Krivitsky révéla à l'ambassade britannique à Washington, que King était un espion à la solde de l'Union soviétique. Coïncidence, un associé de Pieck à Londres signala ses activités suspectes et décrivit un homme semblable à King comme celui qui avait donné des informations à Pieck. King fut ensuite interrogé, ce qui aboutit à une confession.
Bien que les archives britanniques officielles n'impliquent que King n'a transmis des informations aux Soviétiques que de 1935 à 1937, ces informations auraient donné à Joseph Staline un aperçu précieux des activités diplomatiques britanniques visant à contenir Adolf Hitler en 1939. Parfois, les informations furent transmises par les Soviétiques à l'ambassade d'Allemagne à Londres, dans le but d'accroître la tension entre la Grande-Bretagne et l'Allemagne. Parfois, il s'écoulait cinq heures entre un télégramme reçu au Foreign Office et la transmission du résumé de son contenu à Berlin.